# Amphimachairodus
Amphimachairodus es un género extinto de mamífero félido macairodontino perteneciente al clado conocido como Eumachairodontia (dientes de sable verdaderos) junto con otros parientes como Smilodon y Homotherium. Habitó en Eurasia y África a finales de la época del Mioceno.

## Descripción

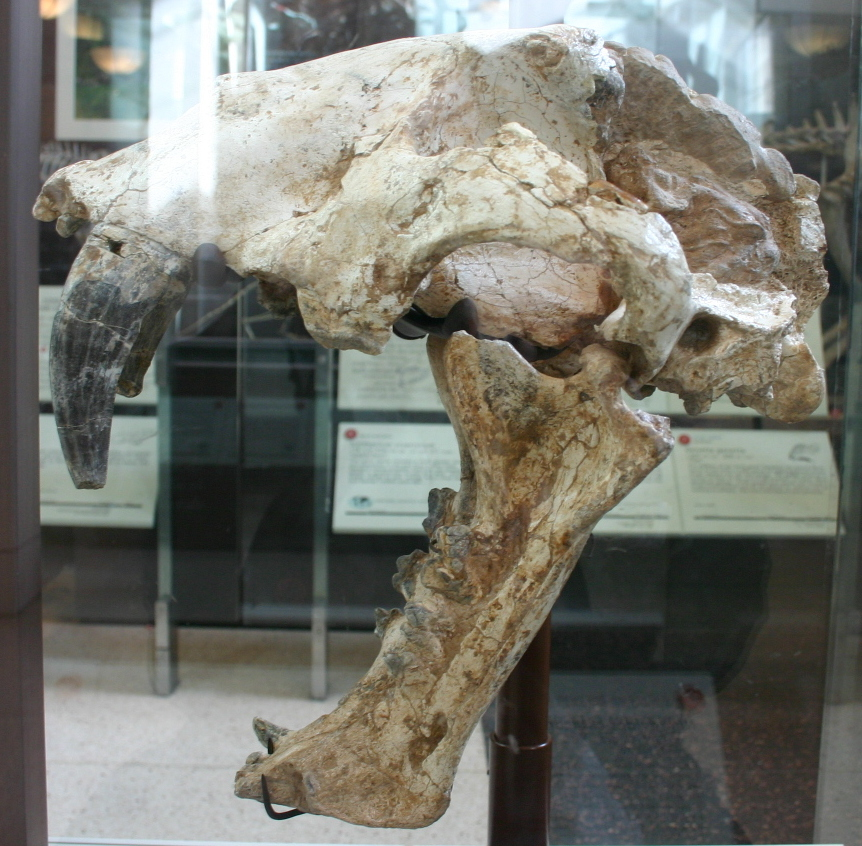
Un cráneo de A. giganteus con un canino izquierdo quebrado y un canino derecho severamente más dañado. Este daño no es lo bastante extenso como para ser llamado una fractura propiamente, la cual abarcaría mucho más que la mitad del canino.

Había un marcado dimorfismo sexual en A. giganteus, al ser los machos mucho mayores que las hembras.
Un único espécimen fósil fue examinado por Legendre y Roth para determinar su masa corporal, resultando en un peso aproximado de 201.8 kg. Amphiachairodus kabir fue una especie grande de África Central cuyo peso se puede haber aproximado a los 500 kg con un rango de 350–470 kg.
Medía cerca de 2 metros de longitud y probablemente cazaba como un depredador de emboscada - sus patas no eran lo bastante largas para sostener una persecución larga, por lo que probablemente debió ser un buen saltador. Seguramente usaba sus caninos para cortar la garganta de sus presas. Sus dientes a pesar de su longitud, eran capaces de encajar con comodidad en su boca.